# Isabel Agnes Cowper
Isabel Agnes Cowper, nata Isabel Agnes Thompson (Londra, 7 luglio 1826 – Glasgow, 17 febbraio 1911), è stata un'incisore e fotografa britannica.
L'importanza di Isabel Agnese Cowper è quella di essere stata probabilmente la prima donna fotografa a dirigere il dipartimento di fotografia del più imponente museo d'arte britannico, il South Kensington Museum, quello che poi avrebbe assunto il nome definitivo di Victoria and Albert Museum. In 30 anni di attività fotografò migliaia di oggetti d'arte e da collezione, sia in dotazione del museo medesimo che ricevuti in prestito per mostre o altri eventi. Le sue fotografie sono state ampiamente diffuse.

## Biografia
Figlia di John e di Harriott. Il padre era un notissimo incisore in legno e direttore di una scuola di incisione per donne presso la Central School of Design. Sia Isabel che i suoi quattro fratelli e sorelle furono abili incisori: Charles Thurston, Richard Anthony, Eliza e Augusta.
Il primo impiego avvenne nel 1841, quando Henry Cole, direttore e fondatore del Victoria and Albert Museum, chiamò Isabel Agnes e le sue due sorelle ad incidere le illustrazioni per le guide dell'Abbazia di Westminster e Hampton Court. Tra le numerose incisioni di Cowper non possiamo non citare quelle per la fiaba Il re del fiume d'oro dello scrittore e critico inglese John Ruskin che egli dedicò a colei che diverrà sua moglie, Effie Gray, allora 12enne.
Nel 1952 Isabel sposò Charles Cowper, un chimico presso una ditta che produceva lastre di vetro per la fotografia. In seguito egli si mise in proprio brevettando alcune sue migliorie nella produzione. Charles e Isabel ebbero 4 figli, due maschi e due femmine, oltre al primo nascituro che nacque morto nel 1853. Nel 1860 il marito morì mentre lei era in attesa del quinto figlio.
Non abbiamo notizie della sua vita e di come apprese l'arte della fotografia negli anni che vanno tra la morte del marito e l'assunzione in qualità di fotografa ufficiale del Victoria and Albert Museum che avvenne nel 1868. È probabile che qualcosa abbia imparato prima dal marito e in seguito dal fratello Charles Thurston Thompson, divenuto nel frattempo fotografo ufficiale del museo con cui è certo che abbia lavorato. Dal Diario di Henry Cole si apprende infatti che fu infatti la moglie, Charlotte, del fratello di lei, alla sua morte, a raccomandarla come fotografa allo stesso Cole.
Le fotografie di Cowper, tutte firmate perché probabilmente ne rimanesse traccia, sono state utilizzate per i volumi editi dal museo, per quelli delle scuole, biblioteche e gallerie d'arte locali e internazionali. Inoltre sono state utilizzate nelle lanterne magiche o per la didattica negli esami universitari. Presso il Victoria and Albert Museum risultano ascritte alla Cowper 2176 fotografie.

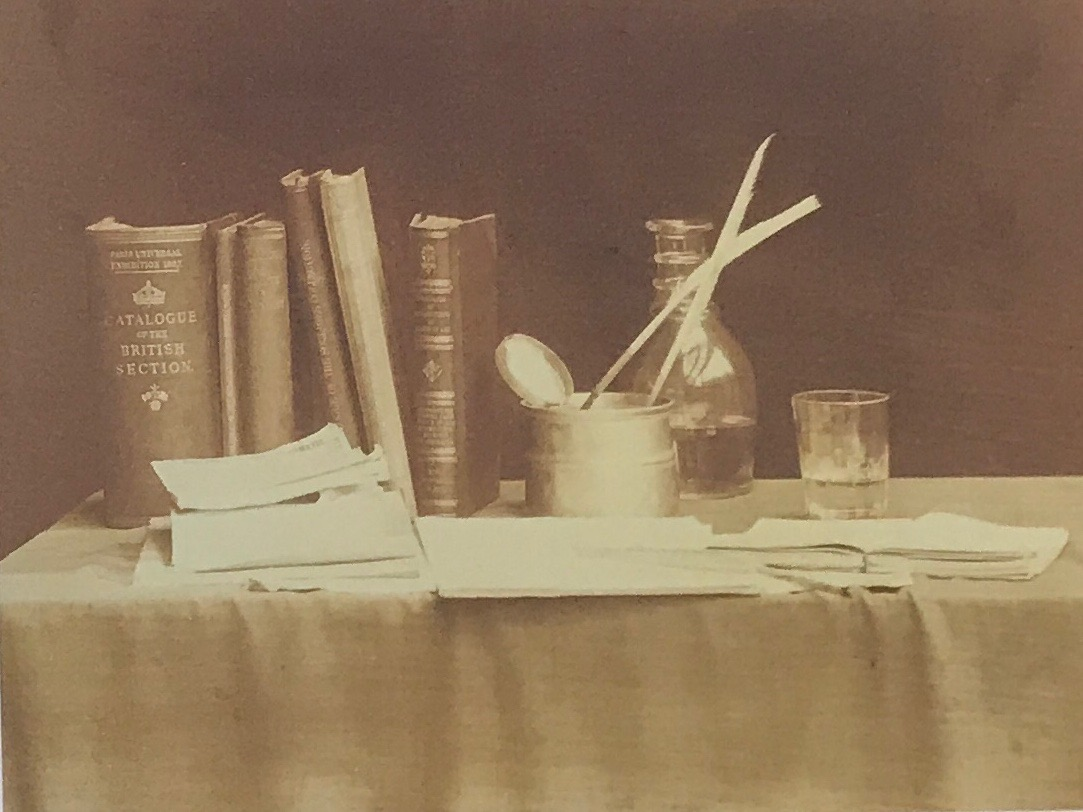
Isabel Agnes Cowper, Still Life, 1880, 10 x 13.7 cm. stampa all'albumina, Victoria and Albert Museum

Secondo quanto scrive Erika Lederman, oltre alle immagini degli oggetti del museo e a quelli degli relativi alle mostre e ai prestiti, peraltro senza alcuna contestualizzazione, non realizzò fotografie che potremmo definire "artistiche", se escludiamo uno "Still Life" all'albumina del 1880 che mostra dei libri su una scrivania, un bicchiere d'acqua per metà vuoto, una bottiglia e alcune penne d'oca su un fondale nero.
Ha esposto inoltre nelle Esposizioni internazionali del 1871, 1872, 1873 e 1874.
Si ritirò assieme al fratello Richard, sovrintendente del museo, nel 1891 e andò a vivere con lui a Sutton nella contea del Surrey. Alla morte di Richard nel 1908 si ritirò a Glasgow dove viveva la figlia sposata, Beatrice Hedley, dove morì nel 1911, ma è stata sepolta assieme ai suoi familiari nel Kensal Green Cemetery di Londra.